# CA10
CA10‏ (Carbonic anhydrase 10) هوَ بروتين يُشَفر بواسطة جين CA10 في الإنسان.